# Sunway TaihuLight
Sunway TaihuLight — китайський суперкомп'ютер, котрий станом на червень 2016 року був найпотужнішим суперкомп'ютером у світі зі швидкістю обчислень 93 петафлопс згідно LINPACK benchmarks. Це майже утричі швидше, ніж у попереднього світового лідера Тяньхе-2 з 34 петафлопами.
Цей суперкомп'ютер складається із понад 10,5 мільйонів процесорних ядер і працює під керуванням власної операційної системи Sunway Raise OS 2.0.5 на основі Linux. У суперкомп'ютері використані багатоядерні 64-бітні RISC-процесори SW26010 архітектури ShenWei. Загальна кількість процесорів у системі — 40 960, кожен процесор містить 256 ядер загального призначення і 4 допоміжних ядра для керування, що загалом дає 10 649 600 ядер. У порівнянні із попереднім китайським рекордсменом Тяньхе-2, котрий був збудований на процесорах Intel виробництва США, в Sunway TaihuLight використані процесори тільки китайського виробництва у зв'язку із забороною США на експорт високопродуктивних процесорів у Китай з квітня 2015 року.
Суперкомп'ютер Sunway TaihuLight призначений для складних розрахунків у виробництві, медицині, видобувній промисловості, для прогнозування погодних умов і аналізу «великих масивів даних». Він розташований в національному суперкомп'ютерному центрі в Усі, провінція Цзянсу.

## Цікаві факти
- Попри заборону США постачати американські процесори до Китаю, китайський Sunway TaihuLight уп'ятеро потужніший за найшвидший американський суперкомп'ютер;[1]
- Різниця у кількості ядер ще більш разюча — 10,5 млн у китайського проти 560 тис. у американського;[1]
- Хоча це вже другий суперкомп'ютер з Китаю, що очолює список ТОП500, ще в 2001 році жоден з китайських комп'ютерів не входив до цього списку.[1]
- Очолював рейтинг ТОП500 з червня 2016 по червень 2018 року коли втратив першість суперкомп'ютеру Summit (США)[6].